# Alain Guiraudie

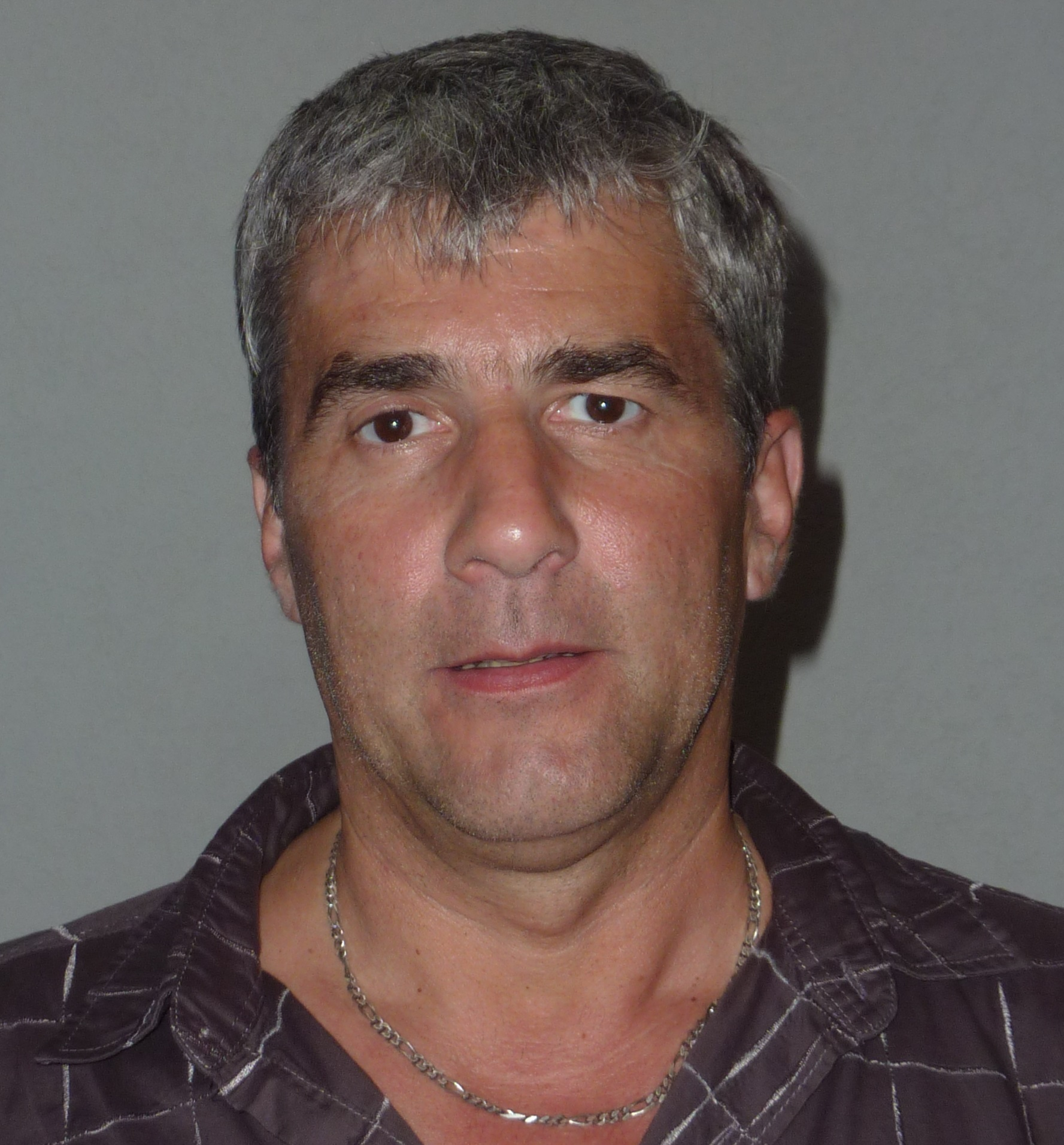
Alain Guiraudie auf der Premiere von Der Fremde am See 2013

Alain Guiraudie (* 15. Juli 1964 in Villefranche-de-Rouergue, Département Aveyron) ist ein französischer Filmregisseur, Drehbuchautor und Filmschauspieler.

## Leben und Wirken
Nach seinem Schulabschluss begann Guiraudie Romane zu schreiben, blieb damit jedoch erfolglos. Mit dem Kurzfilm Les héroes sont immortels 1990, basierend auf einem seiner Romane trat er erstmals als Regisseur und Drehbuchautor in Erscheinung. Während er als Nachtwächter arbeitete, veröffentlichte er weitere Kurzfilme, im Jahr 2001 erschien sein erster Langfilm Du soleil pour les gueux.
International erfolgreich war vor allem der Erotikthriller Der Fremde am See (2013), für den Guiraudie unter anderem auf den Filmfestspielen von Cannes mit dem Regiepreis und der Queer Palm ausgezeichnet wurde. Auch sein nächster Film Haltung bewahren! (2016) wurde auf den Filmfestspielen in Cannes gezeigt und war für die Goldene Palme nominiert.
Guiraudies Tragikomödie Nobody’s Hero (2022) mit Jean-Charles Clichet und Noémie Lvovsky in den Hauptrollen wurde als Eröffnungsfilm der Berlinale-Sektion Panorama ausgewählt. Im selben Jahr wurde er in die Wettbewerbsjury des 75. Filmfestivals von Locarno berufen.
Guiraudies Arbeiten weisen teilweise Comicelemente auf. So sind in Wer schläft, der stirbt einzelne Comicszenen enthalten. Frühere Werke sind reine Comics.
Laut eigener Aussage hat der französische Philosoph Georges Bataille wichtigen Einfluss auf seine Arbeit.

## Filmografie (Auswahl)

### Als Regisseur und Drehbuchautor
- 1990: Les héros sont immortels (Kurzfilm)
- 1994: Tout droit jusqu’au matin (Kurzfilm)
- 2001: Du soleil pour les gueux
- 2001: Der alte Traum lässt uns nicht los (Ce vieux rêve qui bouge)
- 2003: Wer schläft, der stirbt (Pas de repos pour les braves)
- 2005: Voici venu le temps
- 2008: C’est votre histoire (Fernsehserie, eine Folge, nur Regie)
- 2009: König der Fluchten (Le roi de l’évasion)
- 2013: Der Fremde am See (L’inconnu du lac)
- 2016: Haltung bewahren! (Rester vertical)
- 2019: 30/30 Vision: 3 Decades of Strand Releasing (nur Regie)
- 2022: Nobody’s Hero (Viens je t’emmène)
- 2024: Miséricorde

### Als Schauspieler
- 1990: Les héros sont immortels (Kurzfilm)
- 1993: Les yeux au plafond (Kurzfilm)
- 2001: Du soleil pour les gueux
- 2002: Un petit cas de conscience
- 2013: Der Fremde am See (L’inconnu du lac)

## Auszeichnungen (Auswahl)
César 2003
- Nominierung in der Kategorie Bester Kurzfilm für Der alte Traum lässt uns nicht los

Torino Film Festival 2005
- Nominierung in der Kategorie Bestes Drehbuch für Voici venu le temps

Filmfestspiele Cannes 2013
- Preisträger des Regiepreises der Un Certain Regard für Der Fremde am See
- Preisträger der Queer Palm für Der Fremde am See

Filmfestspiele Cannes 2016
- Nominierung für die Goldene Palme für Haltung bewahren!
- Nominierung für die Queer Palm für Haltung bewahren!

Valladolid International Film Festival
- 2024: Auszeichnung mit dem Golden Spike – Spielfilm (Miséricorde)
- 2024: Auszeichnung mit dem Miguel Delibes Award (Miséricorde)[6]